# 徐鉞 (嘉靖進士)
徐鉞（？—？），字用熙，江西建昌府南豐縣人，匠籍，明朝政治人物。

## 生平
嘉靖三十一年（1552年）壬子科江西鄉試第二十八名舉人，三十八年（1559年）中式己未科會試第一百六十二名，三甲第一百一十六名進士。

## 家族
曾祖徐文楷；祖父徐泰榮；父徐孔肅，母姜氏。